# Acquarossa (Tessin)
Pour les articles homonymes, voir Acquarossa.
Acquarossa est une commune suisse du canton du Tessin située dans le district de Blenio.

## Histoire

Vue aérienne (1954).

Cette commune fut créée le 4 avril 2004 par la fusion des communes jusqu'alors indépendantes de Castro, Corzoneso, Dongio, Largario, Leontica, Lottigna, Marolta, Ponto Valentino et Prugiasco. Le nom de la commune au centre du dispositif, la station de villégiature d'Acquarossa, fut sélectionnée comme nouveau nom de commune.

## Géographie
Acquarossa est située dans le Val Blenio, sur la route du col du Lukmanier. Les communes avoisinantes sont, depuis le nord dans le sens des aiguilles d'une montre : Olivone, Aquila, Torre, Malvaglia et Ludiano, puis Sobrio, Cavagnago, Anzonico et Faido dans le district de Léventine.

## Lieux d'intérêt
Bien au-dessus de Prugiasco se trouve l'église romane San Carlo di Negrentino (jusqu'en 1702 : Sant' Ambrogio). Elle fut construite au XIe siècle et agrandie au XIIe siècle. Elle possède des fresques romanes et gothiques.

## Industrie
Des établissements horlogers, tels que Adriatica à Dongio, occupent une partie appréciable de la population.

## Sport
Le village de Leontica abrite la station de ski de Nara (6 remontées mécaniques, 30 km de pistes).